# Villa Padoan
Villa Tiepolo, Sanudo, Contarini, Padoan, Zennaro è una villa veneta del Terraglio. Sorge in località Marocco, all'estremità sud del comune di Mogliano Veneto (TV) ed è adiacente a villa Volpi.

## Storia
Si ha notizia di una dimora signorile sin dal Duecento, quando il terreno era di proprietà dei Tiepolo. Qui, nel 1300, si ritirò il noto Bajamonte Tiepolo in volontario esilio.
Nella seconda metà del Cinquecento palazzo e terreni passarono ai Sanudo. Le mappe dell'epoca rappresentano un edificio molto semplice a cui era annessa una masseria con brolo e altri edifici di servizio.
Nel corso del secolo successivo il complesso divenne dei Contarini (e sembra del doge Alvise) i quali le conferirono l'attuale aspetto nel 1723 (la data è riportata nel mosaico del pavimento del salone centrale). Dalla fine del Settecento fu dei Bertoli, quindi dei Mantovani, dei Bonaventura, dei Padoan e degli Zennaro.
Nonostante il vincolo ministeriale in vigore dal 1954, l'opposizione dell'IRVV e della Soprintendenza, a partire dal 1963 la villa ospitò un albergo, fatto che comportò una grave manomissione sia degli interni, sia degli esterni (sussiste tuttora una sovrastruttura in cemento sul fronte ovest). L'esercizio chiuse già qualche anno dopo. 
Poco più tardi, il palazzo ha subito un restauro che gli ha restituito l'aspetto primitivo (unico elemento in disaccordo, la presenza di una scala esterna con montanti in acciaio addossata al fianco nord). Ospita attualmente un ambulatorio.

## Edificio
Il complesso (costituito dalla sola casa padronale) è ben visibile dal Terraglio in quanto la facciata orientale e la sede stradale sono separate da un giardino di dimensioni molto ridotte.
Ciò che maggiormente risalta è l'inusuale facciata dall'impianto notevolmente verticalizzato. Presenta una particolare tripartizione in cui le aperture si concentrano nella fascia centrale ed è raccordata da volute a due ali laterali più basse delimitate da lesene. Al piano nobile, corrispondenti alle luci del piano terra, si trovano tre porte-finestre ad arco con mascherone in chiave; ciascuna presenta una propria terrazza con parapetto in pietra.
La tripartizione è rotta parzialmente al piano attico dove si aprono solo due finestrelle quadrate; nel mezzo si trova però una specchiatura su cui è riportato ad affresco lo stemma dei Contarini. Il tutto è sormontato da un timpano
La parete sud dell'edificio presenta delle decorazioni a losanghe, probabilmente resto della fabbrica originale. Altro elemento molto antico è un pozzo in pietra d'Istria che sorge a mezzogiorno.
A nord del palazzo, sempre affacciata al Terraglio, era stata innalzata nel Settecento una cappellina intitolata alla Madonna della Neve, ma venne demolita sul finire dello stesso secolo.